# Giro del Piemonte 1983
Il Giro del Piemonte 1983, settantunesima edizione della corsa, si svolse il 12 ottobre 1983 su un percorso di 199 km. La vittoria fu appannaggio dell'italiano Guido Bontempi, che completò il percorso in 4h37'58", precedendo l'irlandese Sean Kelly ed il connazionale Francesco Moser.
Sul traguardo di Novara 67 ciclisti, su 139 partiti dalla medesima località, portarono a termine la competizione.

## Ordine d'arrivo (Top 10)
| Pos. | Corridore          | Squadra               | Tempo    |
| ---- | ------------------ | --------------------- | -------- |
| 1    | Guido Bontempi     | Inoxpran-Lumenflon    | 4h37'58" |
| 2    | Sean Kelly         | Sem-Reydel-Mavic      | s.t.     |
| 3    | Francesco Moser    | Gis-Campagnolo        | s.t.     |
| 4    | Guido Van Calster  | Del Tongo-Colnago     | s.t.     |
| 5    | Eric McKenzie      | Euro Shop-Splendor    | s.t.     |
| 6    | Gilbert Glaus      | Cilo-Aufina           | s.t.     |
| 7    | Davide Cassani     | Termolan-Galli        | s.t.     |
| 8    | Dario Mariuzzo     | Sammontana-Campagnolo | s.t.     |
| 9    | Giuseppe Petito    | Alfa Lum-Olmo         | s.t.     |
| 10   | Giovanni Mantovani | Gis-Campagnolo        | s.t.     |